# 7-е авиакрыло ВВС Израиля

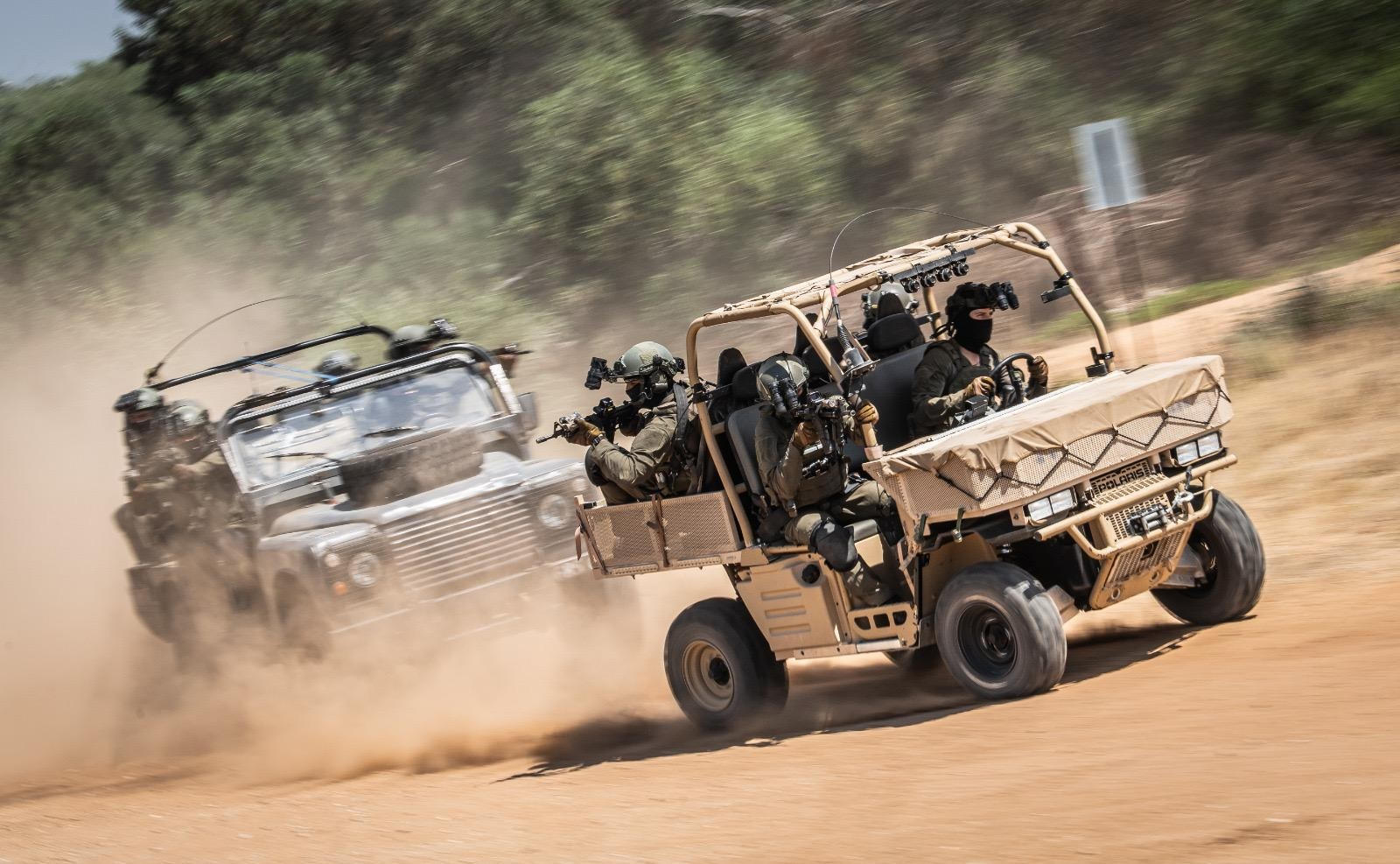
Бойцы Шальдаг во время тренировки

7-е авиакрыло ВВС Израиля (ивр. כנף 7‎) — авиационное крыло частей специального назначения ВВС Израиля. Во главе крыла стоит офицер в звании Алуф мишне (полковник), подчиняющийся непосредственно командующему ВВС. Постоянная база крыла находится на базе Пальмахим (Баха 30).
С созданием крыла в июле 2020 года было упразднено командование Сил специального назначения ВВС (ССН), действовавшее в штабе ВВС, и были созданы отделение ССН в составе штурмового отдела и учебная секция ССН в объединённом учебном отделении. в штабе корпуса.

## Создание крыла
Крыло было создано из-за оперативной необходимости решать основные задачи ВВС и предлагать творческие и актуальные решения, и является частью общего движения, целью которого является укрепление наряду с эффективностью.
Силы специального назначения стали дополнительным и уникальным компонентом деятельности ВВС, осуществляя плановые или чрезвычайные специальные операции в глубине противника.
Основные задачи крыла включают:
- Специальная разведка
- Тактическое управление воздушным движением
- Спасение на поле боя
- Эксплуатация взлетно-посадочных полос и аэродромов подскока

## Подразделения крыла

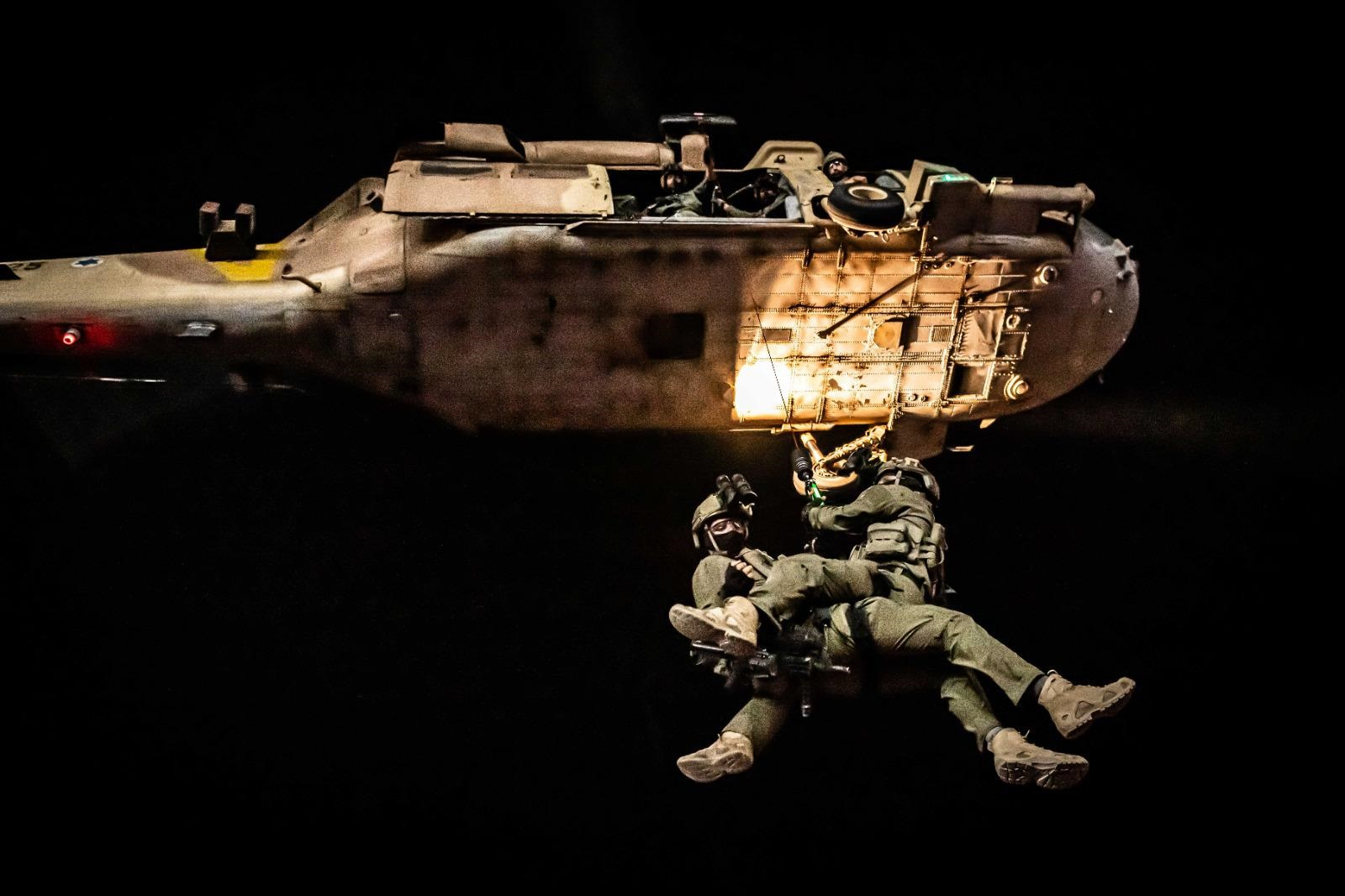
Боец отряда 669 во время спасательной операции

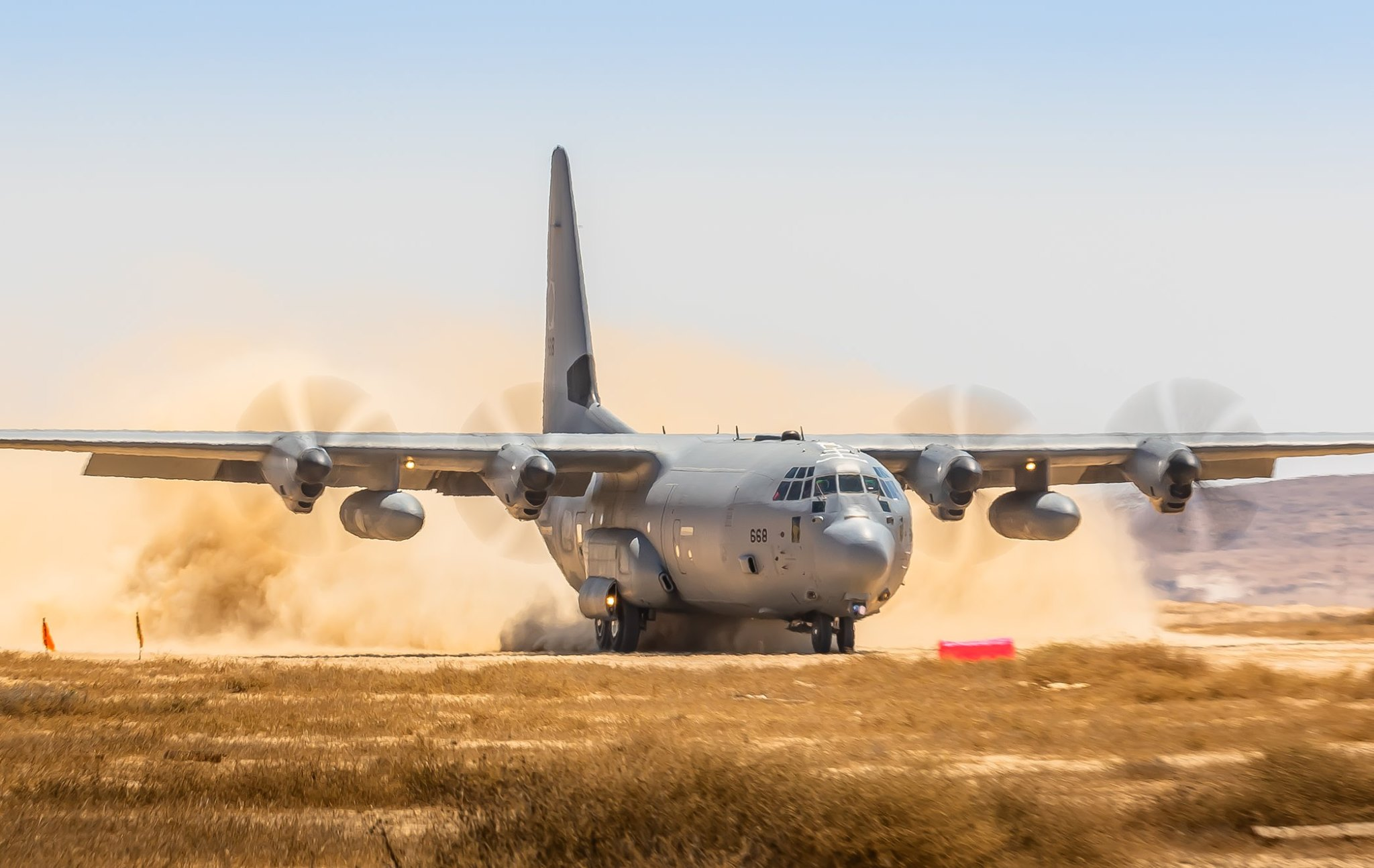
Демонстрация десантирования с самолёта Самсон во время церемонии завершения курса десантного подразделения

До создания 7-го крыла подразделения крыла находились под командованием различных баз ВВС, а за профессиональное руководство отвечало Командование сил специального назначения ВВС (ССН). С созданием крыла все подразделения перешли под полное командование авиакрыла.
| Эмблема                        | Подразделение                                                      | Описание | Звание командира подразделения |
| ------------------------------ | ------------------------------------------------------------------ | --- | ------------------------------ |
|                                | Шальдаг (Подразделение 5101)                                       | Подразделение коммандос и специальный патруль для глубокого сбора разведывательной информации.                                                       | Сган-алуф(подполковник)        |
|                                | Тактический отряд специального назначения (Подразделение 669)      | Элитное подразделение, предназначено для спасения сбитых летчиков, эвакуации бойцов из-за линии фронта, а также медицинской авиаэвакуации с поля боя | Сган-алуф (подполковник)       |
|                                | Подразделение полевой посадки (Подразделение 5700)                 | Подразделение, обеспечивающее посадку в полевых условиях для самолётов ВВС                                                                           | Рав-серен (майор)              |
|                                | Подразделение разведки сил специального назначения                 | Специальное разведывательное подразделение для спецназа ВВС.                                                                                         |                                |
|                                | Школа сил специального назначения                                  | Единая школа подготовки бойцов спецподразделений |                                |
| Расформированные подразделения |                                                                    | |                                |
|                                | Разведывательное наблюдательное подразделение (Подразделение 5707) | Подразделение разведывательного наблюдения за линией фронта Было расформировано в 2003 году                                                          | Сган-алуф (подполковник)       |

## Главы командования Сил специального назначения ВВС и 7 крыла
| Имя командира   | Сроки командования | Примечания |
| --------------- | ------------------ | --- |
| Моки Бецер      |                    | Также служил в Сайерет Маткаль, основатель и первый командир отряда «Шальдаг»                                   |
| Наум Лев        | 1991 — 1995        | |
| Амос Бен-Авраам | 1995 — 1998        | Бывший командир Сайерет Маткаль, а затем командир дивизии Иудеи                                                 |
| Илан Паз        | 1999 — 2000        | Позже глава Гражданской администрации                                                                           |
| Моше Эдри       | 2001 — 2003        | Позже помощник министра обороны по обороне и начальник отдела специальных мероприятий Министерства обороны      |
| Мики Эдельштейн | 2003 — 2004        | В дальнейшем военный атташе США                                                                                 |
| Амир Абулафия   | 2004 — 2006        | В дальнейшем начальник Управления планирования                                                                  |
| Йорам Яфе       |                    | |
| Итай Иехудай    | 2010 — 2013        | |
| Боаз Гершкович  | 2013 — 2016        | В дальнейшем военный секретарь президента Израиля, также командующий ЯМАМ                                       |
| Ярив Бен-Эзра   | 2016 — 2018        | |
| П.              | 2018 — 2022        | Под его командованием было создано 7-е крыло, по окончании службы он уволился из АОИ. Имя пока не раскрывается. |
| Дж.             | 2022 — н.в.        | Нынешний командир. Имя пока не раскрывается.                                                                    |